# Liste der Wappen im Landkreis Landshut
Die Liste der Wappen im Landkreis Landshut zeigt die Wappen der Gemeinden im bayerischen Landkreis Landshut.

## Landkreis Landshut

Landkreis Landshut Unter Schildhaupt mit den bayerischen Rauten in Rot eine silberne Mauer mit zwei Zinnen.
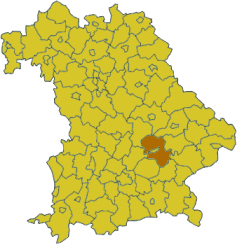
Lage des Landkreises Landshut in Bayern
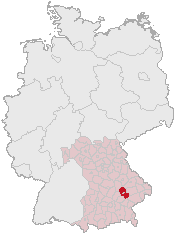
Lage des Landkreises Landshut
Landkreis Rottenburg a.d.Laaber (–1972) Über rotem Schildfuß, darin eine silberne heraldische Rose mit rotem Butzen, in Silber ein zinngekröntes rotes Burgtor.
Landkreis Vilsbiburg (–1972) Über blauem Schildfuß, darin ein silberner Balken, in Silber der Rumpf eines feuerspeienden roten Panthers.[1]

## Wappen der Städte, Märkte und Gemeinden

Gemeinde Adlkofen Gespalten von Blau und Silber; vorne ein silberner Kelch, hinten übereinander drei rote heraldische Rosen.
Gemeinde Aham Durch einen erhöhten silbernen Wellenbalken geteilt von Schwarz und Rot, unten ein silberner Balken, der mit einer schwarzen Leiste belegt ist, überdeckt von einem gesenkten silbernen Sparren, in dessen Spitze eine auffliegende rote Lerche.
Markt Altdorf Geteilt im Schneckenschnitt von Blau, Weiß und Rot.[2]
Gemeinde Altfraunhofen Geteilt von Rot und Gold, oben ein silberner Pfahl, unten ein doppelköpfiger schwarzer Adler.
Gemeinde Baierbach Unter blauem Schildhaupt, darin ein silbernes Andreaskreuz, in Silber über blauem Dreiberg vorne ein schwarzes, hinten ein davon abgewandtes rotes Widderhorn.
Gemeinde Bayerbach b.Ergoldsbach In Rot über einem goldenen Seeblatt ein erhöhter silberner Wellenbalken, der mit einem schwarzen Mühleisen belegt ist.
Gemeinde Bodenkirchen In Silber zwischen zwei abgekehrten schwarzen Halbmonden ein oben und unten durchgehendes blaues Kreuz.
Gemeinde Bruckberg In Blau ein gekrönter goldener Greif, der in seinen Fängen einen silbernen Schild mit blauem Balken hält.
Gemeinde Buch a.Erlbach In von Gold und Blau gespaltenem Schild zwei Buchenblätter mit bis zum unteren Schildrand durchgehenden gekreuzten Stielen in verwechselten Farben.[3]
Gemeinde Eching Gespalten von Rot und Silber; vorne eine silberne Zinnenmauer mit zwei Zinnen, hinten eine bewurzelte grüne Fichte.
Markt Ergolding Gespalten von Silber und Blau, vorne eine bewurzelte grüne Linde mit sieben Blättern, hinten ein silberner Seitensparren.[4]
Markt Ergoldsbach Unter Schildhaupt mit den bayerischen Rauten in Rot ein silberner Schrägwellenbalken.
Markt Essenbach In Schwarz ein durchgehendes goldenes Tatzenkreuz, dem ein senkrecht stehender blauer Pfeil aufgelegt ist; in den oberen Winkeln je ein sechsstrahliger goldener Stern.
Gemeinde Furth Schräg geteilt von Silber und Rot; oben ein schreitender Bär, unten ein schräg gestelltes goldenes Schwert.
Markt Geisenhausen Über Schildfuß mit den bayerischen Rauten in Rot ein silbernes Haus mit Treppengiebel und zwei seitlichen Zinnentürmen; Schildhalter: ein von vorne gesehener wachsender silberner Engel.[5]
Gemeinde Gerzen In Silber drei, zwei zu eins gestellte, vorwärts gekrümmte schwarze Haken, jeder schräglinks belegt mit einem geraden schwarzen Haken.
Gemeinde Hohenthann Gespalten von Blau und Silber; vorne ein linksgewendeter goldener Löwe, der einen goldenen Ring in der erhobenen linken Pranke hält, hinten eine bewurzelte grüne Tanne.
Gemeinde Kumhausen Über von Silber und Blau gespaltenem Fünfberg gespalten von Blau und Silber; vorne schräg gekreuzt ein silberner Kreuzstab und ein silberner Schlüssel, hinten ein schwarzer Bocksrumpf, der in den Vorderfüßen eine schwarze Hellebarde hält.
Gemeinde Neufahrn i.NB Gespalten; vorne in Gold ein links gewendeter bärtiger, wachsender, schwarz gekleideter Mannsrumpf mit spitzer roter Mütze, hinten von Gold und Schwarz fünfmal geteilt.[6]
Gemeinde Neufraunhofen Geteilt; oben gespalten, vorne durch einen silbernen Sparren geteilt von Rot und Schwarz, hinten in Silber ein schwarzer Doppelspringer; unten in Rot ein silberner Pfahl.
Gemeinde Niederaichbach Schräg geteilt von Silber und Blau, belegt mit einer roten Raute.[7]
Gemeinde Obersüßbach Schräg geteilt von Silber und Rot, oben ein auswärts schreitender, rot bewehrter schwarzer Bär, unten eine silberne Hopfendolde mit einem Blatt.
Markt Pfeffenhausen Geteilt; oben die bayerischen Rauten, unten in Silber auf grünem Dreiberg ein golden bewehrter roter Dompfaff.
Gemeinde Postau Geteilt von Silber und Blau; oben unter einem durchgehenden, oben gezinnten schwarzen Balken ein schwarzer Sparren, unten ein goldenes Posthorn.[8]
Stadt Rottenburg a.d.Laaber In Rot über silberner Zinnenmauer ein silberner Torbau mit Treppengiebel und blauem Dach, beseitet rechts von einem viereckigen silbernen Zinnenturm, links von einem silbernen Rundturm mit blauem Spitzdach.
Gemeinde Schalkham Unter silbernem Wellenschildhaupt, darin drei senkrechte rote Rauten, in Blau ein silberner romanischer Taufstein.
Gemeinde Tiefenbach In Blau ein wachsender, silbern gekleideter Bauer mit Vollbart und silbernem Spitzhut, der in der Rechten einen Büschel goldener Ähren hält und mit der Linken eine goldene Hacke schultert.
Markt Velden Unter Schildhaupt mit den bayerischen Rauten gespalten von Gold und Silber, darauf schräg gekreuzt ein roter Schlüssel und ein grüner Schlüssel mit kleeblattförmigem Bart.
Stadt Vilsbiburg Gespalten; vorne in Silber ein steigender, Feuer speiender, golden bewehrter roter Panter; hinten die bayerischen Rauten.[9]
Gemeinde Vilsheim Unter von Grün und Gold geteiltem Schildhaupt in Rot ein golden bekrönter blauer Hut mit Hermelinstulp, besteckt mit fünf silbernen Reiherfedern.[10]
Gemeinde Weihmichl In Blau unter einer silbernen Balkenwaage rechts eine goldene heraldische Lilie, links ein herschauender silberner Löwe mit verschlungenem Schwanz.
Gemeinde Weng Geteilt; oben gespalten, vorne sechsmal gespalten von Silber und Blau, hinten in Blau ein silberner Kelch, unten in Silber ein in ein Lindenblatt ausgezogener roter Schildfuß.
Gemeinde Wörth a.d.Isar In Rot ein silberner Braubottich mit goldener Schöpfe und goldener Malzschaufel, dazwischen aufragend ein silberner Äbtissinnenstab.
Gemeinde Wurmsham Geteilt von Schwarz und Blau; oben zwei silberne Spitzen, unten schräg gekreuzt ein goldener Bischofsstab und ein goldenes Schwert, überdeckt von einer silbernen Salzkufe mit zwei goldenen Fassreifen.

## Ehemalige Gemeinden mit eigenem Wappen

Gemeinde Altheim In Rot ein silberner Balken.[11]
Gemeinde Arth
Gemeinde Ast Die 1971 aus den bisherigen Gemeinden Tiefenbach und Ast formierte neue Gemeinde Tiefenbach nahm 1972 das seit 1964 von der Gemeinde Ast geführte Wappen an. Der bärtige Bauer mit Spitzhut, Ährenbüschel und Hacke entspricht dem Wappen der Herren Pauer von Haidenkam, die im 17. und 18. Jahrhundert Schloss und Hofmark Ast besaßen.
Gemeinde Attenhausen
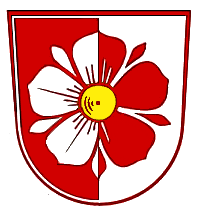
Gemeinde Bonbruck
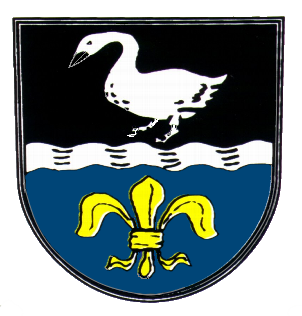
Gemeinde Gundihausen
Gemeinde Hohenegglkofen
Gemeinde Hüttenkofen In Rot ein senkrecht gestellter Schlüssel, dem ein goldener Wellenbalken unterlegt ist.[12]
Gemeinde Mirskofen In Silber ein blauer Schrägbalken, belegt mit drei silbernen Lilien.
Gemeinde Moosthann
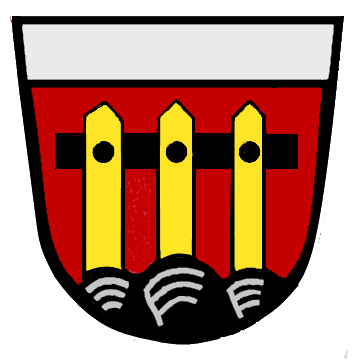
Gemeinde Münchsdorf
Gemeinde Neuhausen
Gemeinde Neuhausen b.Landshut
Gemeinde Oberhatzkofen In Silber ein roter, mit einer silbernen Lilie belegter Sparren, darunter auf wachsendem blauen Sockel eine blaue Säule.
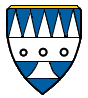
Gemeinde Oberköllnbach In Blau ein durchgehender silberner Rosskamm mit fünf Zinken.
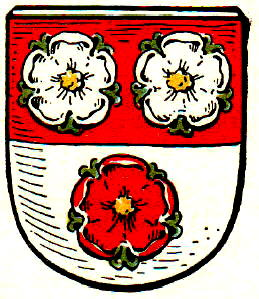
Gemeinde Oberroning Geteilt von Rot und Silber mit drei zwei zu eins gestellten heraldischen Rosen mit goldenen Butzen in verwechselten Farben.
Gemeinde Ohu Gespalten von Silber und Rot; vorne ein blauer Schräglinksfluss, hinten ein silberner Schrägbalken.
Gemeinde Schmatzhausen In Silber schwebend ein senkrechtes blaues Winkelmaß, dahinter ein senkrechtes, zerbrochenes blaues Rad mit Messern.[14]
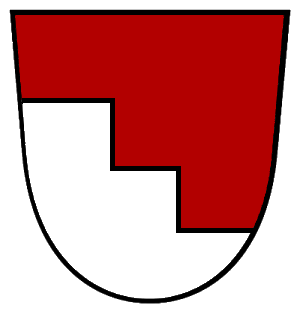
Gemeinde Seyboldsdorf
Gemeinde Stollnried
Gemeinde Widdersdorf
Gemeinde Wolfsbach In Blau ein aufgerichteter goldenbewehrter silberner Wolf, dem ein durchgehender goldener Querbach unterlegt ist.